# Joe Strummer
Joe Strummer, pseudonimo di John Graham Mellor (Ankara, 21 agosto 1952 – Broomfield, 22 dicembre 2002), è stato un cantautore, chitarrista, attore e conduttore radiofonico britannico.
Fu uno dei membri del gruppo punk rock The Clash, nel quale ricopriva il ruolo di cantante e chitarrista ritmico, oltre che autore dei testi assieme al chitarrista Mick Jones; altre sue esperienze musicali includono i The 101'ers, i The Pogues e i Mescaleros, con cui lavorò fino all'improvvisa morte per infarto nel 2002. In seguito amici e parenti fondarono la "The Joe Strummer Foundation", per promuovere la nuova musica e mantenere intatta la memoria ed il pensiero di Strummer.

## Biografia

### Dall'infanzia alla formazione dei Clash (1952 - 1976)

#### Le origini
John Graham Mellor nacque ad Ankara, in Turchia, il 21 agosto del 1952, secondogenito dei due figli di Ronald Mellor, un diplomatico inglese, nato a Lucknow (al secolo nell'allora Raj britannico, attualmente parte dello stato indiano dell'Uttar Pradesh) e di origini in parte ebraico-tedesche per parte di padre ed in parte armene per quella di madre, e di Anna Mackenzie, un'infermiera scozzese originaria di Bonar Bridge (nelle Highlands scozzesi). A causa dei frequenti trasferimenti del padre, crebbe e studiò in diversi Paesi prima del rientro della famiglia in pianta stabile nel Regno Unito: all'età di due anni passò dalla Turchia all'Egitto (Il Cairo), poi in Messico (Città del Messico), in Germania (Bonn) e infine, all'età di nove anni, il trasferimento definitivo in Inghilterra, a pochi chilometri da Londra.
(Joe Strummer)
Joe non amava molto la vita scolastica e cercò di evadere ascoltando musica (con i suoi compagni di camera ascoltava sempre i Beatles, i Rolling Stones e gli Who). Fu proprio a scuola, infatti, che incominciò ad amare la musica, sebbene non fosse interessato a suonarla (credeva infatti che fosse un talento donato solo a persone divine come Pete Townshend degli Who, uno dei suoi compositori preferiti).
(Joe Strummer)
Proprio a scuola, nel 1964, all'età di 11 anni, Joe sentì Not Fade Away dei Rolling Stones nella sala del suo collegio situato nella campagna inglese, ed ebbe una rivelazione.
(Joe Strummer, 1988)
Guardare Mick Jagger che si agitava dentro alla televisione in bianco e nero della scuola, un sabato a pranzo, ispirò il giovane John Mellor a diventare cantante di uno dei più grandi gruppi musicali della storia degli anni settanta e del punk rock.
(Ken Powell, compagno di scuola di Joe Strummer)
Nel 1965, in occasione di una visita per vedere i genitori, Joe comprò un EP di Chuck Berry, in cui era contenuta una versione della canzone Roll Over Beethoven, canzone che già conosceva perché faceva parte dell'album dei Beatles, With the Beatles. In questo modo Joe scoprì il R'n'B e il blues, capendo le radici più profonde del rock'n'roll.
La sua grande passione per la letteratura e specialmente per George Orwell lo portano ad avere una spiccata abilità nel comporre testi.
Nel luglio del 1970, suo fratello maggiore David, un personaggio con idee politiche di estrema destra e un particolare interesse per l'esoterismo, si toglie la vita dopo avere fatto perdere le proprie tracce alla famiglia per tre giorni. Joe resta sconvolto dalla sua improvvisa morte (è lui, infatti, che ne identifica il corpo alla polizia), al punto da costringerlo ad andare via di casa per vivere sulla strada.
(Joe Strummer)
Nel 1971 divenne un vegetariano e tale rimase fino alla morte.

#### Gli esordi musicali
Il primo strumento suonato da Joe fu un basso artigianale costruito da Pablo LaBritain, il batterista dei 999. Dopo avere lasciato la scuola diviene amico di un artista di strada, cioè un musicista di strada, il quale lo convince a imparare a suonare la chitarra. Joe lo emula cominciando anche lui a suonare per le strade di Londra assumendo il soprannome di Woody (in onore del musicista Woody Guthrie). Successivamente suona l'ukulele al seguito del violinista folk Tymon Dogg, suo futuro compagno nei 101'ers per varie città d'Europa, tra cui anche Parigi. Entra a far parte prima dei Vultures, banda dell'istituto d'Arte al quale si era iscritto, la Newport Art School. Successivamente dei The 101'ers, gruppo di rock'n'roll con i quali divideva una casa occupata. Ottenne un discreto successo nei pub di Londra e fece emergere il suo carattere di "frontman". In seguito si affibbia il soprannome di Strummer (dal verbo to strum e quindi "strimpellatore"), a causa della tecnica chitarristica piuttosto rozza e rinnega il precedente soprannome di Woody. In quel periodo scoprì l'esistenza di un mondo musicale che stava cominciando a formarsi, e a cui lui avrebbe preso parte pienamente, il Punk. Jiving Al Jones (amico di Joe durante la gioventù) testimonia come il cambiamento di Joe non fosse stato solo nel nome, ma anche nel modo di pensare e di relazionarsi con le altre persone; infatti andò a vederlo a un concerto (al Red Cow di Hammersmith) e le sue impressioni furono:
(Jiving Al Jones)
Nel pubblico dello stesso concerto erano presenti anche delle persone che con lui avrebbero formato i Clash, Mick Jones e Paul Simonon. Erano andati al concerto per capire se Joe era realmente il cantante che stavano cercando.
Dei suoi anni con i The 101'ers rimane l'album Elgin Avenue Breakdown, uscito postumo (cinque anni dopo lo scioglimento della band) nel 1981 e ripubblicato nel 2005 con sette brani inediti in più.

### I Clash (1976-1985)
Dopo avere assistito nel 1976 a un concerto dei Sex Pistols, rimane folgorato dal punk e poco tempo dopo, sollecitato dall'ultimatum di Bernie Rhodes, manager dei futuri Clash, accetta di diventare cantante del complesso che lo porterà al successo planetario. I Clash in quel periodo erano formati da Mick Jones (voce e chitarra), Paul Simonon (basso), e Keith Levene (chitarra), che rimase nel gruppo per pochi mesi e partecipando alla realizzazione di una sola canzone (What's My Name?, contenuta nel primo album). Joe incontrò per la prima volta Mick e Paul giovedì 13 maggio 1976, in un ufficio di collocamento dove Jones era andato per ritirare il sussidio di disoccupazione, ma non fu scambiata alcuna parola tra i futuri membri del gruppo; Paul e Mick furono sorpresi di vedere il cantante degli 101'ers nella fila accanto alla loro, e notarono che Joe cominciò a fissarli, in seguito Strummer dichiarò che quel giorno aveva pensato di creare una rissa con gli altri due. In seguito si verificarono altri sporadici incontri tra Simonon, Jones e Strummer; ma l'incontro più significativo avvenne il 25 maggio durante un concerto dei Sex Pistols (una band che in seguito divenne una delle principali del movimento punk insieme ai Clash), Joe venne avvicinato da Bernard Rhodes, manager di un gruppo che voleva farli incontrare. Pochi giorni dopo Joe fu fermato ancora da Rhodes che era assieme a Levene, il manager concesse a Strummer 48 ore di tempo per decidere se essere dentro o fuori dal gruppo. Probabilmente Mick e Paul non erano a conoscenza della proposta fatta da Rhodes a Joe; ma il cantante accettò e si incontrarono martedì 1º giugno 1976. Quando Rhodes introdusse Joe nell'edificio dove era stato prefissato l'incontro, si trovò davanti Mick Jones e Paul Simonon che furono entrambi sorpresi nello scoprire che il cantante portato dal manager era proprio la persona con cui era quasi scoppiata una rissa poco meno di un mese prima.
Nel 1977 i Clash realizzano il loro primo album: The Clash, con Terry Chimes alla batteria, che in seguito venne escluso dal gruppo. L'album divenne uno dei principali del movimento punk; e contiene canzoni che divennero veri e propri inni di protesta, come White Riot (il primo singolo del gruppo), Remote Control e London's Burning. Il secondo album fu Give 'Em Enough Rope (tradotto, Date loro abbastanza corda) pubblicato e registrato nel 1978, e alla batteria presentava Nick "Topper" Headon, che divenne il batterista vero e proprio del gruppo e vi rimase fino al 1982. L'entrata di Topper portò il gruppo verso un livello musicale più alto. L'album contiene un minor numero di canzoni rispetto al primo, ma la musica conserva una base fortemente politica e di protesta. London Calling fu il titolo dell'album che il gruppo pubblicò nel 1979, e che prende il nome dall'omonima canzone. London Calling è uno degli album più interessanti di tutti i tempi e presenta una notevole commistione di stili musicali, dimostrando la notevole bravura e versatilità dei Clash, portando il gruppo a un livello di notorietà mondiale.
(Topper Headon)
Nel 1980 pubblicarono Sandinista! un triplo album venduto al prezzo di un doppio, contenente una grande mole di brani e stili musicali. Infine venne realizzato Combat Rock nel 1982. In seguito venne pubblicato un altro album sotto il nome del gruppo, ma con una formazione diversa, Cut the Crap, nel 1985.
London Calling e Sandinista!, in particolare, sono vere e proprie pietre miliari della storia del rock.
In questi lavori sono mescolati generi diversi: il punk dei primi due dischi viene pian piano integrato con contaminazioni reggae, rockabilly funk, calypso, persino jazz e blues. Inoltre i Clash furono un gruppo fortemente politico e la loro visione del mondo e dei suoi problemi, che riportarono in musica, influenzò un gran numero di persone.
(Pete Townshend)
Gli attriti tra i componenti della band, in particolare tra Joe e Mick Jones, si fanno sempre più stridenti finché, nel 1982, venne allontanato il batterista Topper Headon. Headon fu obbligato a uscire dal gruppo per il notevole utilizzo di eroina, che ormai stava compromettendo anche lo svolgimento dei concerti. L'uscita di Topper portò i Clash in una difficile situazione, infatti fu l'avvenimento che segnò l'inizio del declino musicale del gruppo, declino che porterà alla sua disintegrazione.
(Joe Strummer)
In seguito viene estromesso anche Mick Jones e la band smette praticamente di esistere. Mick Jones fu allontanato dal gruppo nel settembre del 1983, da Joe e Paul Simonon, ma probabilmente il piano per estromettere Jones era stato ideato dal manager dei Clash, Bernard Rhodes, che nutriva forti rancori verso Mick; Rhodes riuscì a convincere Joe e Paul e così ottenne l'espulsione del chitarrista (Rhodes in precedenza era stato escluso dal ruolo di manager del gruppo su proposta principalmente di Mick, ma in seguito venne richiamato da Joe).
(Joe Strummer, 2001)
Con l'allontanamento di Mick Jones il gruppo perse l'elemento trainante della formazione, e Joe in particolare, perse la persona con cui si era dedicato alla scrittura e alla composizione delle canzoni sin dal 1977.
Bill Price, un collaboratore dei Clash, riguardo al rapporto tra Joe e Mick disse:
(Bill Price)
Mick Jones in seguito descrisse così il loro rapporto:
(Mick Jones)
Nel 1985 Joe si presenta con una nuova formazione nel discutibile album Cut the Crap, che si rivela un vero fiasco. Della formazione originaria rimangono solo Joe Strummer e Paul Simonon. Dalla biografia del gruppo a cura di Pat Gilbert emerge che la causa sarebbe stata la produzione dell'album lasciata nelle mani del manager Bernard Rhodes; quest'ultimo nega ogni fiasco, sottolineando invece come nell'album fossero stati utilizzati strumenti e tecniche di registrazione, ripresi poi come modello da altri produttori. In seguito l'album non verrà citato nelle documentazioni ufficiali dei Clash e sarà riconosciuto soltanto dopo l'inserimento del singolo This Is England nel box The Essential Clash uscito nel 2003. I Clash riconosceranno solo in anni recenti l'esistenza di una formazione post-Mick.
(Joe Strummer)
I Clash hanno fortemente influenzato molti gruppi e la loro visione politica. Hanno convinto migliaia di ragazzi britannici in età scolare che la cultura nera andava capita e ammirata e hanno rivoluzionato gli stili musicali mischiandoli e adattandoli ad altri. I Clash e Joe Strummer non hanno venduto grandi quantità di dischi, ma il loro impatto musicale è stato enorme.
(Joe Strummer,)
(Joe Strummer,)

### Dallo scioglimento dei Clash alla morte (1985 - 2002)

#### Gli anni della desolazione
Nel 1986 Joe partecipa alla realizzazione del secondo album del gruppo fondato da Mick Jones in seguito alla sua esclusione dai Clash, i Big Audio Dynamite; Joe scrive insieme a Mick sette canzoni, e sempre insieme a Jones co-produce l'album.
Negli anni successivi Strummer si dedica soprattutto al cinema, sia come autore di colonne sonore, sia come attore, in una serie di pellicole a produzione indipendente: tra le altre, Diritti all'inferno di Alex Cox nel 1987 e Mystery Train - Martedì notte a Memphis di Jim Jarmusch nel 1989. In entrambi i campi Strummer non avrà fortuna. Di rilievo in questo periodo Walker, la colonna sonora del film uscito in Italia con il titolo Walker - Una storia vera, pubblicata nel 1987 e primo album accreditato esclusivamente a Strummer.
Nel 1989 esce il suo primo disco da solista in studio: Earthquake Weather, un omaggio al rockabilly che si distanzia molto dallo "stile Clash" e che, soprattutto per questa ragione, viene largamente ignorato da pubblico e critica.
Tra il 1991 e il 1992 accompagna in tour la band irlandese Pogues (alla quale è legato da profonda amicizia), eseguendo anche alcuni noti brani dei Clash quali London calling e I Fought the Law.

#### Mescaleros: la rinascita
Joe vive praticamente di rendita fino al 1995, quando forma una nuova band, Joe Strummer & The Mescaleros, composta da una serie di talentuosi polistrumentisti con i quali nel 1999 fa uscire Rock Art & The X-Ray Style.
Le loro canzoni più famose, la cover di Redemption Song di Bob Marley e "Coma Girl", pezzo del gruppo.
Dopo una lunga serie di tour che lo portano a più riprese anche in Italia, nel 2001 Strummer e i suoi realizzano Global A Go-Go, che viene salutato dai più come il suo lavoro migliore dai tempi di Sandinista!.
Con i Mescaleros, il 15 novembre 2002, durante una serata a favore del sindacato dei pompieri, si esibisce assieme a Mick Jones.
(Mick Jones)
Mick e Joe eseguirono diverse canzoni dei Clash, tra cui White Riot e London's Burning.

#### Il decesso
La mattina del 22 dicembre del 2002 Joe muore a causa di un infarto, dovuto a una malformazione congenita al cuore. Aveva da poco compiuto cinquant'anni.
(Joe Strummer)
Nel 2003 esce postumo quello che avrebbe dovuto essere il terzo album di Joe Strummer & The Mescaleros: Streetcore, un ritorno al rock più grezzo e "stradaiolo" con innesti di country-folk.

## Eventi postumi
- Dal 2004 nel mese di dicembre, viene organizzato regolarmente il Tributo italiano a Joe Strummer. In un primo momento l'evento si svolse a Bologna (2004-2007), poi nel 2007 venne spostato a Milano, poi a Parma.
- Nel 2008 il regista britannico Julien Temple, amico personale di Strummer, ha pubblicato un film-documentario sulla vita, il pensiero e la storia di Joe Strummer, intitolato Il futuro non è scritto - Joe Strummer[24].
- Nell'album HELLdorado dei Negrita, uscito nel 2008, è presente una traccia chiamata "Brother Joe" dedicata a Joe Strummer[25]
- Strummer viene largamente citato nel primo romanzo del cantautore Max Pezzali, intitolato Per prendersi una vita.
- Nel novembre del 2009 nel comune sardo di Tonara venne proposto di dedicare una via a Joe Strummer[26], sarebbe stato il primo caso in Italia di intestazione di una via a un personaggio del punk ma poco tempo dopo il diffondersi della notizia questa venne smentita dall'assessore ai lavori pubblici[27].

- Nel maggio del 2013 fu inaugurata a Granada la Placeta Joe Strummer, una piccola piazza a lui intitolata.[28] La città andalusa venne citata in Spanish Bombs ed è stata più volte meta dei soggiorni spagnoli di Strummer.
- Il 4 luglio 2013 il comune di Bologna dedicò l'Arena Parco Nord a Joe Strummer, che proprio in quella location si esibì in uno dei suoi ultimi concerti nel 1999. La giornata venne celebrata all'interno dello Strummer Live Festival[29][30].

- Nel 2014 il comune abruzzese di Sulmona gli dedicò una rotatoria[31].
- Nell'aprile del 2017 gli fu intitolato un viale nel comune vicentino di Cassola. Il cartello all'inizio della strada riporta la dicitura "viale Joe Strummer (poeta)"[31].

## Vita privata
Nel 1975, dopo essergli stata offerta la somma di 120 sterline, Strummer sposò Pamela Moolman, una sudafricana, in modo che ella potesse ottenere la cittadinanza britannica. Con i soldi acquistò una Fender Telecaster, che decise di dipingere di nero. Nel 1978 Joe cominciò ad avere un rapporto con Gaby Salter, poco dopo il suo 17º compleanno. I due rimasero uniti per quattordici anni ed ebbero due figli, Jazz e Lola. Nel corso degli anni '80 Strummer ebbe altre relazioni sentimentali che portarono infine alla separazione della coppia nel 1993. Nello stesso anno Strummer iniziò una nuova relazione con Lucinda Tait; Strummer e Tait si sposarono due anni dopo e così rimasero fino alla morte del cantante.
Si dice che Strummer fosse stato il padrino di Lily Allen. Anche se questo non è vero, egli era amico intimo di Keith Allen e della sua famiglia, con cui partecipava spesso al Festival di Glastonbury. Lily ricordò come Joe avesse verso i suoi confronti un atteggiamento quasi paterno, e facendo un esempio, si ricordò di quando una volta egli l'accompagnò a Glastonbury per vedere i suoi amici.

## Stile chitarristico
Suonava in downpicking tipico punk.

## Strumentazione

### Chitarre
La chitarra che venne utilizzata principalmente da Joe Strummer era una Fender Telecaster del 1966 con tastiera in palissandro (la chitarra aveva il corpo in acero fiammato e successivamente Strummer decorò il corpo in nero), decorata originariamente con tre colori differenti. Joe acquistò la chitarra alla metà del 1975, quando suonava con i The 101'ers; dopo essersi unito ai Clash Joe fece ridipingere lo strumento di nero. Dal 1979 in poi la chitarra venne ricoperta di adesivi, Joe utilizzò lo strumento per tutta la durata sua carriera sia con i Clash, sia con i Mescaleros. La chitarra originale è oggi esposta al Rock and Roll Hall of Fame di Cleveland; la Fender Custom Shop, una divisione produttiva della Fender, realizza una copia fedele della chitarra di Joe Strummer, anche se viene montato un ponte diverso: nella replica viene montato un vintage bridge a tre sellette, invece Strummer montava un vintage bridge a sei sellette.
Joe Strummer ha suonato anche con altre chitarre. Nel periodo con i Clash (1977 - 1979) ha usato una Telecaster in acero del 1975. Ha utilizzato inoltre tre Telecaster Esquire (Telecaster con un solo pickup al ponte) bianche, degli anni '50. Nei primi mesi ha usato una White Falcon.

### Amplificazione
Principalmente Joe usava un Music Man Hd-120 valvolare. Per brevi periodi ha usato anche un Fender Twin Reverb, un Vox AC30 e per un arco abbastanza lungo di tempo ha suonato con un Marshall.

### Effetti
Joe non usava nessun effetto, teneva soltanto l'amplificatore a un volume piuttosto alto così da ottenere una leggera saturazione.

## Discografia

### Album in studio
- 1989 – Earthquake Weather

### Compilation
- 2018 – Joe Strummer 001

### Colonne sonore
- 1986 – Sid and Nancy Soundtrack, 2 dei 13 brani, per il film Sid and Nancy.
- 1987 – Walker, primo disco a lui attribuito, per il film Walker - Una storia vera.
- 1987 – Straight to Hell Soundtrack, 3 degli 11 brani, per il film Diritti all'inferno.
- 1988 – Permanent Record Original Soundtrack, 5 dei 10 brani, per il film Il peso del ricordo.
- 1993 – When Pigs Fly soundtrack, colonna sonora scritta interamente da Strummer ma mai pubblicata, per il film When Pigs Fly di Sara Driver.
- 1998 – Chef Aid: The South Park Album, nel brano It's a A Rockin World, per la serie televisiva animata South Park.
- 2007 – Joe Strummer: The Future Is Unwritten Soundtrack, la maggior parte dei brani per la colonna sonora del film documentario Il futuro non è scritto - Joe Strummer.

### Partecipazioni
- 1986 – Big Audio Dynamite No. 10, Upping St.
- 1999 – Michael Hutchence Michael Hutchence nel brano Let Me Show You.
- 2000 – AA.VV. Free the West Memphis 3, nel brano The Harder They Come.
- 2002 – Jools Holland & His Rhythm & Blues Orchestra Jool's Holland Big Band Rhythm & Blues nel brano The Return Of The Blues Cowboy.
- 2003 – Johnny Cash Unearthed nel brano Redemption Song.
- 2004 – Jimmy Cliff Black Magic, nel brano Over the Border.

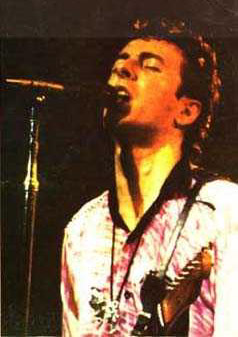
Joe Strummer in concerto.

## Filmografia

### Attore
- Rude Boy, regia di Jack Hazan, David Mingay (1980)
- Re per una notte (The King of Comedy), regia di Martin Scorsese (1983)
- Walker - Una storia vera (Walker), regia di Alex Cox (1987)
- Diritti all'inferno (Straight to Hell), regia di Alex Cox (1987)
- Candy Mountain, regia di Robert Frank, Rudy Wurlitzer (1988)
- Mystery Train - Martedì notte a Memphis (Mystery Train), regia di Jim Jarmusch (1989)
- Ho affittato un killer (I Hired a Contract Killer), regia di Aki Kaurismäki (1990)
- Docteur Chance, regia di F. J. Ossang (1997)
- Straight to Hell Returns, regia di Alex Cox (1997)

### Regista
- Hell W10 (1983)
- The Essential Clash – video documentario (2003)